# Seymour Barab
Seymour Barab (* 9. Januar 1921 in Chicago; † 28. Juni 2014 in New York City) war ein US-amerikanischer Musiker (Cello, Viola da gamba) und Komponist.

## Leben und Wirken
Barab lernte als Kind Orgel und war mit 13 Jahren Kirchenorganist; im Highschool-Orchester spielte er Cello. Zu Beginn seiner Karriere trat er mit den Indianapolis und San Francisco Symphonies, dem Cleveland Orchestra, dem CBS Symphony Orchestra und dem Galimir Quarte auf. Er leistete während des Zweiten Weltkriegs seinen Militärdienst u. a. in Paris ab; in dieser Zeit komponierte er zahlreiche Songs. Er arbeitete in der Nachkriegszeit im Bereich der Zeitgenössischen Musik u. a. mit dem New Music Quartet in Chicago. In New York gründete er mit Matthew Raimondi, Anahid Ajemian und Bernard Zaslav das Composer’s Quartet, außerdem war er Viola da gamba Spieler in der Formation New York Pro Musica, die Barock- und Renaissance-Musik interpretierte.
Barab schrieb die Oper Little Red Riding Hood, die als erste amerikanische Oper in China aufgeführt wurde. Seine Oper Philip Marshall (basierend auf Dostojewskis Roman Der Idiot) wurde für den Pulitzer-Preis nominiert. Zu seinen weiteren Werken zählen The Toy Shop, The Pied Piper of Hamelin und Cosmos Cantata, basierend auf einem Text von Kurt Vonnegut. Außerdem schrieb er mehrere Kinderopern, wie Adaptionen von Little Red Riding Hood, Aschenputtel (Cinderella) und Schneewittchen (Snow White) sowie eine Weihnachtsoper, Father of the Child. Barab unterrichtete an der Rutgers University, am Black Mountain College und am New England Conservatory of Music. 1998 erhielt er den Preis für sein Lebenswerk (Lifetime Achievement Award) der National Opera Association.
Im Laufe seiner Karriere spielte Barab auch mit Jazzmusikern wie Charlie Parker und Stan Getz im New Yorker Jazzclub Birdland. In den 1970er- und 1980er-Jahren war Barab als Studiomusiker bei unzähligen Plattenaufnahmen beschäftigt, u. a. für Elvis Presley, Frank Sinatra oder John Lennon.  Im Bereich des Jazz war er zwischen 1956 und 2001 an 86 Aufnahmesessions beteiligt, u. a. mit Jack Nimitz, Chet Baker, Charles Mingus (Mingus Dynasty, 1959), Morgana King, Astrud Gilberto. Phil Woods, Bill Evans, Quincy Jones, Kenny Burrell, Hubert Laws, Grant Green, Bobby Hutcherson, Marlena Shaw, Eumir Deodato (Prelude), Lou Donaldson, Eric Gale, Bob James, George Benson, Bob Dorough, Lena Horne, Don Sebesky, Grover Washington, Jr., Idris Muhammad, Hank Crawford, Dave Matthews, Lonnie Liston Smith, Horace Silver, George Shearing, Cleo Laine und John Pizzarelli.

## Werke (Auswahl)
- Suite for trumpet, saxophone & piano
- Cosmos Cantata, for soprano, tenor, baritone & orchestra
- Dances for oboe & strings
- Moments Macabres, for tenor & orchestra
- One Perfect Rose, for voice & piano
- Parodies: Voice Sheet Music for High Voice and Piano Opera

## Diskographische Hinweise
- Seymour Barab/M. William Karl: Quartet for Saxophones / Three